# شریف‌آباد (نیمروز)
شریف‌آباد روستایی در دهستان ادیمی بخش مرکزی شهرستان نیمروز استان سیستان و بلوچستان ایران است. بر پایه سرشماری عمومی نفوس و مسکن در سال ۱۳۹۰ جمعیت این روستا ۳۴۰ نفر (در ۸۶ خانوار) بوده است.